# Wet van Nernst
De vergelijking van Nernst, of nernstvergelijking, beschrijft het verband tussen het potentiaalverschil tussen twee elektroden en de concentraties (strikt genomen chemische activiteiten) van de bij de elektrodereacties betrokken componenten. Daarmee is het een van de belangrijke formules in de elektrochemie. De formule kan gebruikt worden om de maximale spanning van een batterij te bepalen of de minimale spanning die nodig is om een elektrolyse tot stand te brengen.

## Geschiedenis

Schematische voorstelling van een elektrochemische cel

De wet is vernoemd naar de ontdekker Walther Nernst. De formule is in eerste instantie afgeleid om de bron- of celspanning van een echte  elektrochemische cel theoretisch te kunnen berekenen. In een elektrochemische cel zijn steeds twee redoxkoppels aanwezig. In het voorbeeld hiernaast zijn dat Cu2+/Cu0 en Zn2+/Zn0. Na het vastleggen van de standaard-waterstofelektrode als de referentie-elektrode is het gebruik ontstaan de reactie van de standaard waterstof-elektrode achterwege te laten en de vergelijking alleen voor een halfreactie te noteren.

## Thermodynamica
Voor de reactie
{\displaystyle a\,\mathrm {A} +b\,\mathrm {B} \rightleftarrows c\,\mathrm {C} +d\,\mathrm {D} }
met reactiequotiënt
{\displaystyle Q={\frac {{a_{\mathrm {C} }}^{c}{a_{\mathrm {D} }}^{d}}{{a_{\mathrm {A} }}^{a}{a_{\mathrm {B} }}^{b}}}}
of, bij benadering (indien A, B, C en D ideaal verdunde opgeloste stoffen zijn), concentratiebreuk
{\displaystyle Q={\frac {\left[\mathrm {C} \right]^{c}\left[\mathrm {D} \right]^{d}}{\left[\mathrm {A} \right]^{a}\left[\mathrm {B} \right]^{b}}}}
geldt de wet van Nernst:
{\displaystyle E=E^{\ominus }-{\frac {RT}{nF}}\ln Q}
Bij 298,15 K geldt bij benadering:
{\displaystyle E=E^{\ominus }-{\frac {0,\!059\,159\ \mathrm {V} }{n}}\log _{10}Q}
(want {\displaystyle {\frac {RT}{F}}\ln {10}={\frac {(8{,}314\,46\ \mathrm {J/mol\cdot K} )(298{,}15\ \mathrm {K} )}{96\,485{,}3\ \mathrm {C/mol} }}\times 2{,}302\,59=0{,}059\,159\ \mathrm {J/C} }.
- {\displaystyle E^{\ominus }} is elektrodepotentiaal, oftewel het verschil in potentiaal tussen de twee elektroden onder standaardomstandigheden. Wordt de standaardwaterstofelektrode als referentiewaarde gebruikt, dan is {\displaystyle E^{\ominus }} de waarde die in tabellen wordt teruggevonden.[2]
- {\displaystyle R} is de gasconstante;
- {\displaystyle T} is de temperatuur in kelvin;
- {\displaystyle n} is het aantal elektronen dat in de reactievergelijking overgedragen wordt;
- {\displaystyle F} is de faradayconstante;
- {\displaystyle a_{\text{A}}} is de chemische activiteit van stof A;
- [A] is de molaire concentratie van stof A.

De vergelijking van Nernst is genoemd naar de Duitse natuurkundige chemicus Walther Nernst.

## Beperkingen
De elektrodepotentialen die men met de wet van Nernst kan uitrekenen zijn theoretische evenwichtswaarden. Wanneer men het experimenteel gaat verifiëren, klopt er meestal niet veel van. Dit komt doordat meerdere elektrochemische evenwichten tegelijk de potentiaal kunnen bepalen en dat leidt tot het instellen van een mengpotentiaal. Daarnaast speelt bij het instellen van het evenwicht de reactiesnelheid een rol. Vooral in gevallen waarin samengestelde ionen een rol spelen is de instelling van het evenwicht vaak traag (bijvoorbeeld de deeltjes in het evenwicht Mn2+/MnO4− zijn in vergelijking met Fe2+/Fe3+ veel complexer en talrijker).
Het elektrochemische evenwicht met de grootste uitwisselingsstroomdichtheid (reactiesnelheid) is het meest bepalend voor de gemeten mengpotentiaal.

## Nut van de formule
Vooral bij het voorspellen of een redoxreactie überhaupt kan verlopen speelt de vergelijking een belangrijke rol. Ook in gevallen dat metingen in vergelijkbare situaties gedaan worden is het vergelijken van de resultaten, ondanks de onder "Beperkingen" genoemde problemen, goed mogelijk. Voorbeelden daarvan zijn het gebruik van de vergelijking om het potentiaalverloop tijdens een potentiometrische titratie te beschrijven, of het gebruik van de potentiometrie om snel de pH van een oplossing te bepalen. Ook de relatie tussen de pH van een oplossing en de gemeten potentiaal met een pH-elektrode is prima in overeenstemming met de waarden die volgens de wet van Nernst gevonden zouden moeten worden.
De werking van een lambdasonde steunt ook op de Wet van Nernst.